# Homie, el payaso
Homie, el payaso, llamado Homie the Clown en la versión original, es el episodio quince perteneciente a la sexta temporada de la serie animada Los Simpson, emitido originalmente el 12 de febrero de 1995. El episodio fue escrito por John Swartzwelder y dirigido por David Silverman. Las estrellas invitadas fueron Dick Cavett, Johnny Unitas y Joe Mantegna.

## Sinopsis
Las apuestas y su extravagante vida personal llevan a Krusty a una enorme deuda con la Mafia de Springfield. Para reunir el dinero, abre una escuela de entrenamiento para payasos y Homer se matricula. Tras graduarse, él personifica a Krusty en eventos públicos y privados que el verdadero Krusty considera indignos de su aparición personal.
Inicialmente, el estrés de personificar a Krusty hace que Homer considere renunciar. Sin embargo, descubre que recibe los benificios de figuras de autoridad y negocios donde lo confunden con Krusty debido a su parecido. La personificación va demasiado lejos cuando Homer es secuestrado por Mafia, quienes lo confunden con el verdadero payaso que les debe dinero. El jefe de la mafia, Don Vittorio DiMaggio le dice a Homer que lo matará a menos de que realice el giro de la muerte en una pequeña bicicleta, el único truco que Homer jamás realizó correctamente. Él fracasa, pero el verdadero Krusty llega y un confuso Don los fuerza a realizar el truco juntos. El truco es un éxito, sus vidas son perdonadas y el verdadero Krusty paga su deuda: un total de $48.